# Yōsuke Saito
Yōsuke Saito (Tokio, Japón, 7 de abril de 1988) es un exfutbolista japonés que jugaba de delantero. Debutó profesionalmente en el 2007, jugando por el Yokohama F. Marinos, y se retiró en 2018, siendo el JK Viljandi Tulevik su último equipo como profesional.

## Clubes
| Club                         | País        | Año         |
| ---------------------------- | ----------- | ----------- |
| Yokohama F. Marinos          | Japón       | 2007 - 2010 |
| Albirex Niigata Singapore FC | Japón       | 2010 - 2011 |
| FB Gulbene                   | Letonia     | 2012        |
| FK Ventspils                 | Letonia     | 2012        |
| FC Ufa                       | Rusia       | 2013        |
| FC Slutsk                    | Bielorrusia | 2014        |
| Riga FC                      | Letonia     | 2016 - 2017 |
| JK Viljandi Tulevik          | Finlandia   | 2018        |